# Nécropole de Fossa
La nécropole de Fossa est une nécropole située dans les Abruzzes en Province de L'Aquila, sur le territoire de la commune de Fossa.